# François-Antoine Pomey
François-Antoine Pomey (o Pomay o Pomai) (Pèrnas dei Fònts (Valclusa), 1618 – Lió, 10 de novembre de 1673), fou un jesuïta francès, lexicògraf, classicista i llatinista.

## Vida
Va estudiar amb els jesuïtes a Avinyó i després a Chambéry, on va cursar-hi un any de retòrica i un de metafísica. Va fer de professor a Chambéry, Arle i a Viena del Delfinat. Posteriorment fou professor d'humanitats i retòrica al Collège de la Trinité (avui Collège-lycée ampère), a Lió (1653-1659), prefecte de cursos inferiors del mateix centre (1653-1659) i, posteriorment, a Chambéry (1665-1669). Del 1670 al 1673, any de la seva mort, va ensenyar novament al Collège de la Trinité.

## Obres

### Diccionaris

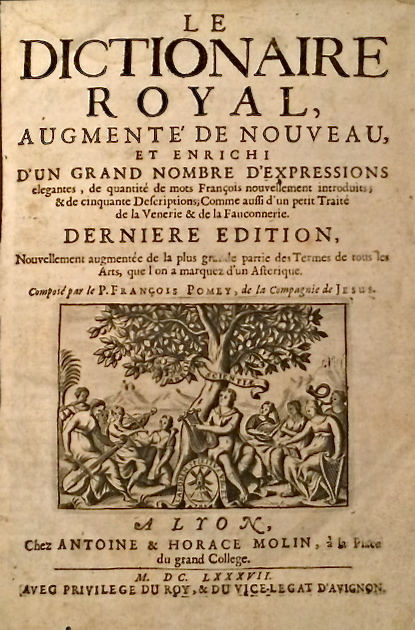
Portada de Le dictionaire royal augmenté de François-Antoine Pomey

Entre la seva fecunda obra bibliogràfica destaquen els diccionaris. Començà publicant el 1664, a Lió, Le dictionnaire royal des langues françoise & latine, que fou molt popular i s'imprimí en diversos formats. L'any 1671 en feu una nova edició molt augmentada i millorada, Le dictionnaire royal augmenté, que esdevingué una obra cabdal dins del sistema educatiu dels jesuïtes.
De l'èxit d'aquesta segona edició del diccionari en donen fe les múltiples estampacions, els anys 1671, 1676, 1680, 1684, 1687, 1701, 1704 i 1708, a càrrec de la família d'impressors de Lió Molin i Bray, més una altra del 1716, a càrrec de l'impressor, també lionès, Louis Servant. Una versió trilingüe, en francès, llatí i alemany, aparegué el 1681 a Frankfurt, de la que en seguiren, com a mínim, nou impressions més.

### Altres obres
- Pantheum mythicum. Seu fabulosa deorum historia,[nota 2] Lió 1659
- Methode Pour Apprendre L'Histoire Des Faux Dieux De L'Antiquite Ou Le Pantheon Mytyque. Composé en latin par le Pere Pomey, & traduit en françois par Monsieur Tenend,[nota 3] París, 1715
- Libitina, seu de funeribus epitomes eruditionis,[nota 4] Lió, 1659
- Candidatus Rhetoricae, seu Aphtonii progymnasmata,[nota 5] Lió, 1661
- L'Art de bien méditer ou la manière de prier mentalement, expliquée par diverses pratiques, Lió, 1662
- Catéchisme théologique,[nota 6] Lió, 1664
- Pomariolum floridioris latinitatis seu phrases synonymae A. Manutii, Lió, 1664
  - Flos latinitatis, ex auctorum latinae linguae principium monumentis excerptus in hunc digestus libellum, cui prima editio nuper inscripserat pro titulo "Pomariolum latinitatis",[nota 7] Lió/Antwerpen, 1666.
- Les Particules françoises, méthodiquement sont exprimées en latin, avec un recueil de celles qui ne souffrent point de méthode, Lió, 1666
- Indiculus universalis. L'Univers en abrégé,[nota 8] Lió, 1667.

## Le Dictionnaire royal augmenté, font delGazophylacium catalano-latinum
L'historiador de lexicografia català Pere Montalat, ha evidenciat que la font principal del Gazophylacium catalano-latinum de Joan Lacavalleria i Dulac és Le dictionnaire royal augmenté de Pomey.